# Метрополитен Лакхнау
Метрополитен Лакхнау — система метрополитена в городе Лакхнау, столице индийского штата Уттар-Прадеш.

## История
Первый участок открыт 6 сентября 2017 года в составе 8 станций Красной линии длиной 8,5 км.

## Строительство
Строительство начато в 2014 году. Планируемая длина составит 22,9 км.

## Линии
Метрополитен состоит из одной линии — Красной. Она открыта вместе со всей системой метрополитена. На ней расположены 8 станций, её длина 8,5 км.